# Drosophila plagiata
Drosophila plagiata är en tvåvingeart som beskrevs av Mario Bezzi 1908. Drosophila plagiata ingår i släktet Drosophila och familjen daggflugor.
Artens utbredningsområde är Sydafrika.